# Francesco Granato
Francesco Giovanni Granato (Miglierina, 18 giugno 1957) è un politico italiano.

## Biografia
Nato a Miglierina nel 1957, dopo gli studi classici ha conseguito nel 1979 la laurea in giurisprudenza presso l'Università degli Studi di Roma. Nel 1983 si iscrive all'albo degli avvocati e svolge la professione a Catanzaro. Dal 1997 è avvocato cassazionista.
Storico esponente della Democrazia Cristiana del capoluogo calabro, fu a lungo consigliere comunale e dal 1985 al 1987 ha presieduto la Commissione urbanistica comunale. Il 12 ottobre 1987 diviene assessore al personale e alla organizzazione, rimanendo in carica fino al 6 agosto 1990. Nel giugno 1992 subentra a Marcello Furriolo quale sindaco di Catanzaro.
Dopo la dissoluzione della DC aderisce alla lista Rinnovamento Italiano, con la quale è eletto nuovamente al consiglio comunale nel giugno 1997. Nel 2000 ha contribuito alla redazione della bozza di disegno di legge regionale Norme in materia di promozione e sostegno dello spettacolo in Calabria. Ricopre ancora la carica di assessore, con deleghe alle risorse umane e professionali e al patrimonio, dal luglio 2006 al gennaio 2010.
Tra i numerosi incarichi ricoperti, si ricordano quelli di presidente della Confederazione italiana della proprietà edilizia (1986-1992); vicepresidente dell'Unione provinciale allevatori (1987-1991); membro (1995-1999) e vicepresidente (1999-2002) del consiglio d'amministrazione di Fincalabria; e componente del consiglio della camera arbitrale della Camera di commercio di Catanzaro (dal 2018).
Dal 2005 al 2013 ha fatto parte del comitato di redazione della rivista La proprietà edilizia.